# La Barta de Bluèis
La Barta de Bluèis o La Barta Bluèis (en francès, Labarthe-Bleys) és un municipi francès, de la regió d'Occitània i del departament del Tarn.

## Demografia
| 1831                                       | 1962 | 1968 | 1975 | 1982 | 1990 | 1999 | 2006 | 2019 |
| ------------------------------------------ | ---- | ---- | ---- | ---- | ---- | ---- | ---- | ---- |
| 486                                        | 84   | 81   | 78   | 70   | 65   | 83   | 83   | 77   |
| Des de 1962: població sense dobles comptes |      |      |      |      |      |      |      |      |

## Administració
| Període   | Identitat        | Partit |
| --------- | ---------------- | ------ |
| 2001-2020 | Colette Bouyssou |        |
| 2020-     | Daniel Ganthe    |        |